# 大里杙鹹菜桶
大里杙鹹菜桶位於台灣台中市大里區，作為當地的文化地標之一，展現了鹹菜產業的歷史背景。鹹菜桶原為醃製鹹菜的大型容器，隨著時代變遷，醃製鹹菜的習俗逐漸減少，因此鹹菜桶被改為公共藝術與地景設計，意在展示大里鹹菜產業的歷史背景。鹹菜桶最初是用於醃製鹹菜的容器，隨著時代發展，醃製鹹菜的傳統逐漸減少，鹹菜桶被重新設計為公共藝術與地景裝置。其造型醒目，常設於大里區街道交叉口，標示進入大里老街的入口，並反映了當地農業時代的文化與經濟背景。

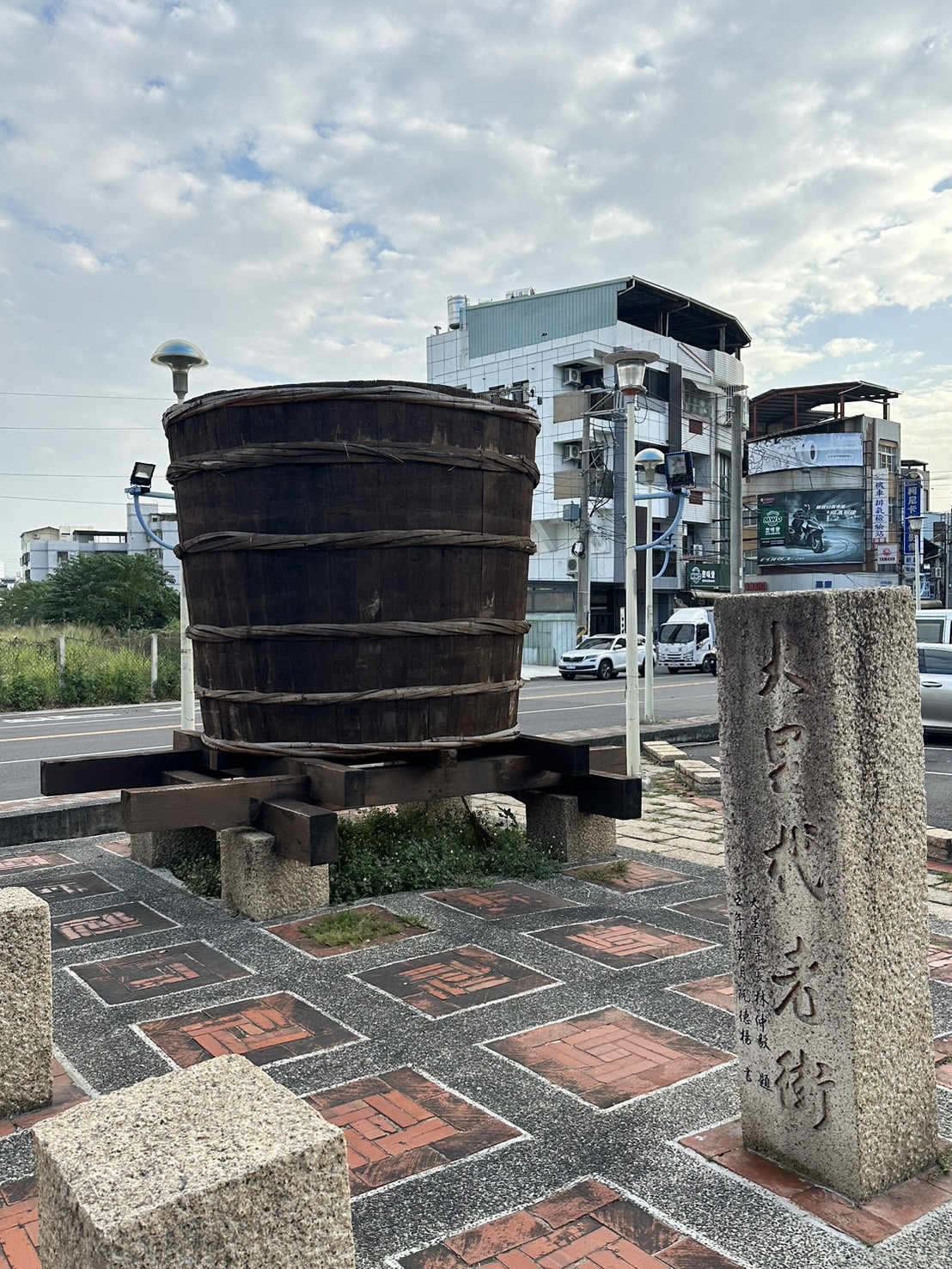
大里杙鹹菜桶

## 歷史背景

#### 鹹菜桶的起源
大里杙（今大里區）自日治時期開始廣泛種植芥菜，並利用其製作鹹菜。冬季稻作收割後，當地農民利用閒暇時間種植芥菜。由於當時缺乏冷藏設備，人們使用醃製技術將芥菜加工成鹹菜，以延長保存期限。鹹菜桶隨之被使用，作為醃製過程中的一種工具。鹹菜桶一般高約七台尺，口徑約八台尺，可容納上萬斤的芥菜。

#### 鹹菜產業的巔峰
民國四、五十年代（1950–1960年代）是大里鹹菜產業生產規模最大的時期，因此有「鹹菜王國」的稱號，全台多數鹹菜來源自此地。鹹菜製作成本相對低廉，主要以鹽巴醃製，並以大石壓制，製作過程相對便捷。此外，由於芥菜生長快速且種植容易，許多農戶利用閒暇時間從事鹹菜生產作為農業副業，擴大了鹹菜產業的生產規模。

#### 產業的衰退
隨著農村型態的轉變及都市化的推進，大里區的農地逐步轉為其他用途，使芥菜種植面積逐漸縮減。此外，勞動力的轉移與芥菜病害的影響使鹹菜產業減少生產規模。民國五十六年後，屏東水底寮接手鹹菜生產，但未能長期維持該產業的生產規模。

## 文化與地標意義
鹹菜桶現已重新設計為文化地標，位於大里老街的入口處，成為一處供遊客參觀的景點。當地政府通過此地標展示傳統農業時代的歷史背景與文化意涵。在文史活動或節慶期間，導覽員以鹹菜桶為起點，介紹大里老街的歷史與文化。此外，大里區內的「將軍二巷」因過去鹹菜巷的歷史而聞名，巷內仍保留部分與醃製鹹菜相關的歷史痕跡，並作為社區文化教育的資源。

## 未來展望
鹹菜桶地標的設置反映了當地社區對文化資產的關注。未來，大里區規劃將鹹菜桶與其他歷史景點進一步整合，例如大里福興宮、倒栽榕等，旨在打造以文化與歷史為主題的旅遊路線。通過結合文史教育與觀光，傳承鹹菜桶相關的歷史故事，成為台中文化旅遊的一部分。